# Walther MP
A série Walther MP  é uma família de pistolas-metralhadoras (alemão: Machinenpistole) produzidas na Alemanha entre 1963 e 1987. Existem duas versões: a MPL (MP Lang = longa) e a MPK (MP Kurz = curta).
A sua alta qualidade de acabamento, que lhe permite resistir à corrosão provocada pela água do mar, levou a que fosse adoptada, entre outras, por várias forças navais de elite, nomeadamente pelas SEAL da Marinha dos EUA e pelos Fuzileiros Navais Portugueses.
A única diferença entre a MPL e a MPK é o comprimento do tubo, que na K é mais curto, reduzindo também o alcance eficaz da arma.

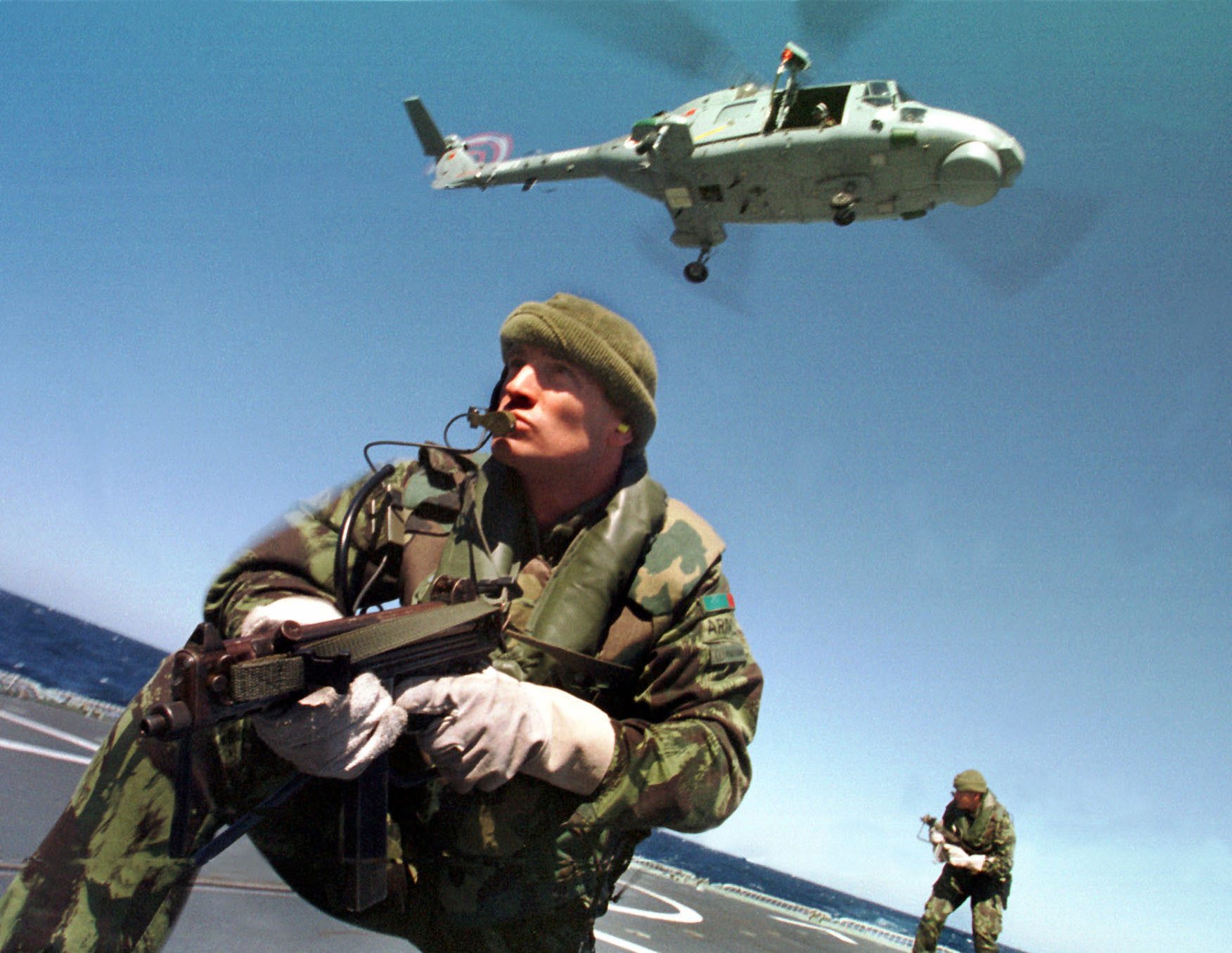
Fuzileiros Navais Portugueses armados com MPLs durante exercicio de treinamento

## Usuários
- Brazil: variante da MPK.[3]
- Colombia: variante da MPK.[3]
- Germany: Usada por vários fuzileiros navais na decada 1960s.[2] Também usada por diversas forças policiais.[1]
- Mexico: Marinha mexicana.[1]
- United States: Usada pela Força Delta durante a Operação Eagle Claw.[4]
- Venezuela: variante da MPK.[3]
- Zimbabwe: variante da MPK.[3]